# ブランカ・ブラシッチ
ブランカ・ブラシッチ（Blanka Vlašić、1983年11月8日 - ）は、クロアチアの陸上競技選手である。身長193cmの長身選手で、女子走高跳で2m08cmのクロアチア記録保持者である。
跳躍成功後、マットの上でダンスを踊り喜びを表すことでも知られている。
彼女が生まれる直前の1983年9月にモロッコのカサブランカで開催された地中海競技大会に父が出場。カサブランカにちなんで「ブランカ」と名付けられた。20年以上破られていないステフカ・コスタディノヴァ(ブルガリア)の持つ世界記録にあと1cmと迫っており、更新を目指している。
2008年北京オリンピックでは銀メダルを獲得した。世界選手権は大阪・ベルリンの2大会連続で女王に輝いた。2010年はダイヤモンドリーグで7戦7勝の成績を挙げてトロフィーを獲得。同年11月、男子800mのデイヴィッド・ルディシャと共に2010年度IAAF世界最優秀選手賞を受賞した。
2021年2月19日、自身の公式Webサイトなどを通じて、現役引退を発表した。。

## 主な実績
| 年   | 大会               | 場所                         | 種目   | 結果     | 記録 |
| ---- | ------------------ | ---------------------------- | ------ | -------- | ---- |
| 2000 | オリンピック       | シドニー（オーストラリア）   | 走高跳 | 予選8位  | 1m92 |
| 2000 | 世界ジュニア選手権 | サンティアゴ（チリ）         | 走高跳 | 1位      | 1m91 |
| 2001 | 世界選手権         | エドモントン（カナダ）       | 走高跳 | 6位      | 1m94 |
| 2002 | 世界ジュニア選手権 | キングストン（ジャマイカ）   | 走高跳 | 1位      | 1m96 |
| 2002 | ヨーロッパ選手権   | ミュンヘン（ドイツ）         | 走高跳 | 5位      | 1m89 |
| 2003 | 世界室内選手権     | バーミンガム（イギリス）     | 走高跳 | 4位      | 1m96 |
| 2003 | 世界選手権         | パリ（フランス）             | 走高跳 | 7位      | 1m95 |
| 2004 | 世界室内選手権     | ブダペスト（ハンガリー）     | 走高跳 | 3位      | 1m97 |
| 2004 | オリンピック       | アテネ（ギリシャ）           | 走高跳 | 11位     | 1m89 |
| 2005 | 世界選手権         | ヘルシンキ（フィンランド）   | 走高跳 | 予選10位 | 1m88 |
| 2006 | 世界室内選手権     | モスクワ（ロシア）           | 走高跳 | 2位      | 2m00 |
| 2006 | ヨーロッパ選手権   | イェーテボリ（スウェーデン） | 走高跳 | 4位      | 2m01 |
| 2007 | 世界選手権         | 大阪（日本）                 | 走高跳 | 1位      | 2m05 |
| 2008 | オリンピック       | 北京（中国）                 | 走高跳 | 2位      | 2m05 |
| 2009 | 世界選手権         | ベルリン（ドイツ）           | 走高跳 | 1位      | 2m04 |
| 2010 | 世界室内選手権     | ドーハ（カタール）           | 走高跳 | 1位      | 2m00 |
| 2010 | ヨーロッパ選手権   | バルセロナ（スペイン）       | 走高跳 | 1位      | 2m03 |
| 2011 | 世界選手権         | 大邱（韓国）                 | 走高跳 | 2位      | 2m03 |

## 自己ベスト
- 走高跳(屋外)　2m08 (2009年8月31日)
- 走高跳(室内)　2m06 (2010年2月6日)

## 人物
父親でコーチでもあるヨシュコ・ブラシッチは元十種競技選手で、1983年に7659点の十種競技のクロアチア記録を樹立し、いまも国内記録のままである。母親のヴェネラ・ブラシッチもバスケットボールやクロスカントリースキー選手として活躍した。弟のニコラ・ヴラシッチはサッカークロアチア代表選手でトリノFCに所属している。

## 参照
1. ↑  ボルト、「弓矢ポーズ」で世界を射抜く！＝世界陸上 パフォーマンスランキング・ベスト３ 2009年8月11日 Yahoo!ニュース
2. ↑  Bob Ramsak (2010-11-22). Rudisha and Vlasic: familiar faces, phenomenal deeds – 2010 World Athletes of the Year IAAF. 2011年8月26日閲覧
3. 1 2  TBS「世界陸上ベルリン」／選手情報